# يحيى بن شرف النووي
أبو زكريا يحيى بن شرف النَّوَوِي الشافعي المشهور بنسبته (النووي) (631- 676هـ / 1233- 1277 م) هو مُحدّث وفقيه ولغوي مسلم، وأحد أبرز فُقهاء الشافعية، اشتَهَر بكتبه وتصانيفه العديدة في الفقه والحديث واللغة والتراجم، كرياض الصالحين، والأذكار، والأربعين النووية، ومنهاج الطالبين، والروضة، ويوصف بأنه محرِّر المذهب الشافعي ومهذّبه، ومنقّحه ومرتبه، حيث استقر العمل بين فقهاء الشافعية على ما يرجحه النووي. ويُلقب النووي بشيخ الشافعية، فإذا أُطلق لفظ "الشيخين" عند الشافعية أُريد به النووي وأبو القاسم الرافعي القزويني.
ولد النووي في نوى سنة 631هـ، ولما بلغ عشر سنين جعله أبوه في دكان، فجعل لا يشتغل بالبيع والشراء عن تعلم القرآن الكريم وحفظه، حتى ختم القرآن وقد قارب البلوغ، ومكث في بلده نوى حتى بلغ الثامنة عشر من عمره، ثم ارتحل إلى دمشق. قدم النووي دمشق سنة 649هـ، فلازم مفتي الشام عبد الرحمن بن إبراهيم الفزاري وتعلم منه، وبقي النووي في دمشق نحواً من ثمان وعشرين سنة،  أمضاها كلها في بيت صغير في المدرسة الرواحية، يتعلّم ويُعلّم ويُؤلف الكتب، وتولى رئاسة دار الحديث الأشرفية، إلى أن وافته المنية سنة 676هـ.

## اسمه ولقبه ونسبه

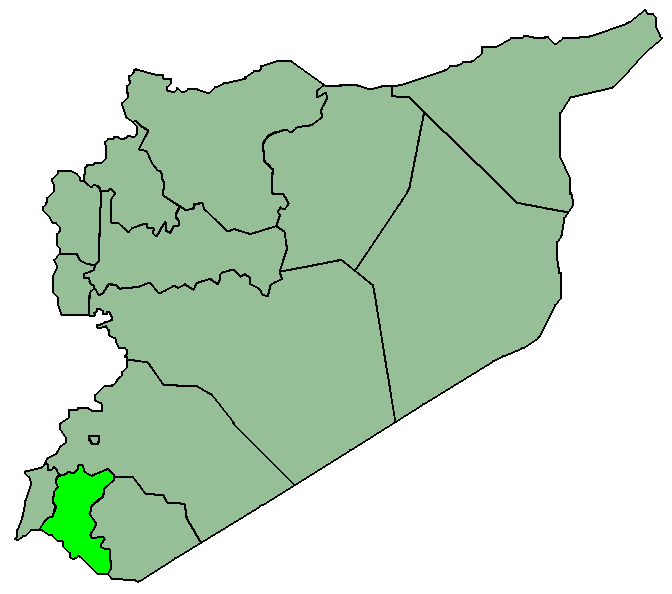
تقع مدينة نوى شمال غربيّ سهل حوران، وتتبع إدارياً لمحافظة درعا وتبعد عن مدينة دمشق 85 كيلومتراً وعن مدينة درعا 40 كيلومتراً

هو محيي الدين أبو زكريا يحيى ابن الشيخ أبي يحيى شرف بن مُرِّي بن حسن بن حسين بن محمد بن جمعة بن حِزام الحِزامي النَّوَوِي (النَّواوِي)، ونسبته "الحِزامي" إلى جدِّه حِزام، وليست إلى الصحابي حِزام بن خويلد، وقد صحَّح ذلك النووي نفسُه، وذكر أن بعض أجداده كان يزعم أنها نسبة إلى حزام أبي حكيم الصحابي، قال: «وهو غلط».
وأما لقبه: فقد لُقب بمحيي الدين، وكان يكره أن يُلقب به تواضعًا، أو لأن الدين حي ثابت دائم غير محتاج إلى من يحييه، حتى يكون حُجَّة قائمة على من أهمله أو نبذه، قال أبو العباس الإشبيلي: وصحَّ عنه أنه قال: «لا أجعل في حِلٍّ من لقَّبَني مُحيي الدين».
أما أبوه فهو: شرف بن مُرِّي، كان دُكّانيًّا بنوى، أي كان له دُكَّان يبيع فيها ويشتري، ووصفه تلميذ النووي علاء الدين بن العطار بقوله: «الشيخ الزاهد الورع ولي الله»،  وقال الذهبي: «وكان شيخاً مباركاً»، ولما مات سنة 685هـ صُلّي عليه صلاة الغائب، وهذا يدل على شهرة صلاحه، وقد عاش بعد وفاة ابنه تسع سنين وقد جاوز السبعين.
يُنسب الناس إلى بلد ما ليتعرفوا به، ونسبة الإمام النووي إلى نَوَى عكس ذلك، فقد عُرفت بلدته به، فما ينطلق اسمه على أفواه علماء الفقه والحديث ولا كنيته ولقبه، وإنما تنطلق نسبته فيقولون: "النووي" أو "النواوي"، وكان هو يكتبها بخطِّه: "النووي". وقد قال الشاعر أبو حفص بن الوردي في بلدة نوى والنووي:
ونوى كانت في عصر النووي قاعدة الجَوْلان من أرض حَوْران من أعمال دمشق، وقد نزل "حِزام" جدُّ النووي الأعلى فيها على عادة العرب، فأقام بها وصارت له فيها ذرِّية كثيرة.

## مولده ونشأته
ولد الإمام النووي في نوى في العَشر الأوسط [أي: 11- 20] من المحرم (وقيل في العَشر الأول [أي: 1- 10من المحرم]) سنة 631هـ،  الموافق 16- 26 (تشرين الأول/أكتوبر) 1233، وعاش في كنف أبيه ورعايته، «وكان أبوه في دنياه مستور الحال، مباركاً له في رزقه، فنشأ النووي في ستر وخير وبقي يتعيش في الدكان لأبيه مدةً» كما يقول الذهبي. ولما بلغ النووي من العمر سبع سنين، كان نائماً ليلة السابع والعشرين من رمضان بجانب والده، فانتبه نحو نصف الليل، يقول والده: وأيقظني، وقال: «يا أبتي، ما هذا الضوء الذي قد ملأ الدار؟» فاستيقظ أهله جميعاً فلم نرَ كلنا شيئاً، قال والده: «فعرفت أنها ليلة القدر».
ولما بلغ النووي عشر سنين جعله أبوه في دكان، فجعل لا يشتغل بالبيع والشراء عن القرآن، وفي سنة نيف وأربعين وستمائة مرّ بقرية نوى الشيخ ياسين بن يوسف المراكشي، فرأى النووي وهو ابن عشر سنين، والصبيان يُكرهونه على اللعب معهم، وهو يهرب منهم ويبكي لإكراههم، ويقرأ القرآن في تلك الحال، يقول الشيخ ياسين: فوقع في قلبي محبته، فأتيت الذي يُقرئه القرآن فوصيته به، وقلت له: «هذا الصبي يُرجى أن يكون أعلم أهل زمانه وأزهدهم، وينتفع الناس به»، فقال لي: «أمنجم أنت؟» فقلت: «لا، وإنما أنطقني الله بذلك»، فذكر ذلك لوالده، فحرص عليه إلى أن ختم القرآن، وقد ناهز الاحتلام. وقد مكث النووي في بلده نوى حتى بلغ الثامنة عشر من عمره، ثم ارتحل إلى دمشق.

## طلبه العلم في دمشق
قدم النووي دمشق سنة 649هـ، إذ قدم به والده أبو يحيى وعمره ثماني عشرة سنة، وكانت مدينة دمشق محجّ العلماء وطلبة العلم من أقطار العالم الإسلامي، وما كان يُرى أنه يمكن أن يستكمل عالم علمه ما لم يؤمَّ إحدى عواصم العالم الإسلامي، وقمر هذه العواصم حينئذ دمشق. وكانت فراسة الشيخ المراكشي في النووي، وبُدوّ النجابة عليه، واشتعال الرغبة فيه لطلب العلم، كل ذلك حدا بأبيه أن يصطحب ولده إلى دمشق ليأخذ العلم عن كبار علمائها.

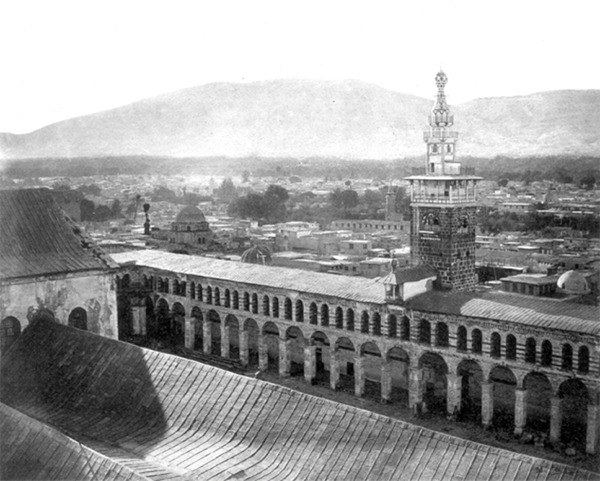
الجامع الأموي في دمشق قديماً

كان أول ما اهتم النووي به بعد أن بلغ دمشق أن يصل حبله بأحد العلماء يلازمه ويقرأ عليه، ثم أن يجد له مأوى، ويظهر أن أول ما قصده عند دخوله دمشق جامعها الكبير، وكذلك كانت عادة الغرباء يؤمون قبل كل شيء المساجد، ولقي النووي أول من لقي من العلماء خطيب الجامع الأموي وإمامه الشيخ جمال الدين عبد الكافي بن عبد الملك بن عبد الكافي الربَعي الدمشقي (المتوفى عام 689هـ)، وما اجتمع إليه حتى عرّفه مقصده ورغبته في طلب العلم، فأخذه وتوجه به إلى حلقة مفتي الشام تاج الدين عبد الرحمن بن إبراهيم بن ضياء الفزاري المعروف بابن الفركاح، فقرأ عليه دروساً وبقي يلازمه مدة، وهذا أول شيخ للنووي.
في هذه الفترة التي أمضاها النووي عند شيخه ابن الفركاح يقرأ عليه، لم يكن له موضع يأوي إليه كما يأوي أمثاله من طلبة العلم في المدارس الكثيرة المبثوثة في دمشق، فسأل النووي شيخه ابن الفركاح موضعاً يسكنه، ولكن لم يكن بيد شيخه من المدارس سوى الصارمية،  ولا بيوت لها، فدلّه شيخه ابن الفركاح على الكمال إسحاق بن أحمد المغربي بالرواحية،  فتوجه إليه ولازمه واشتغل عليه، ومنحه الشيخ في هذه المدرسة بيتاً لطيفاً، عجيب الحال، فسكنه واستقر فيه، واستمر فيه حتى مات، قال اليافعي: «وسمعت من غير واحد أنه إنما اختار النزول بها على غيرها لحلها»، إذ هي من بناء بعض التجار، وكان قوته بها جراية المدرسة لا غير،  والجراية: خبز يُوزّع على الطلبة كل يوم، بل كان يتصدق منها، ثم ترك تعاطيها.
أقام النووي في دمشق نحواً من ثماني وعشرين سنة،  ومعنى هذا أنه حين قدم دمشق كان عمره ثماني عشرة سنة. وحين قدمها لم يترك الإقامة بها كل هذه المدة إلا للحج، أو زيارة قبر الإمام الشافعي، أو بلده نوى لصلة أهله، وكل هذه الفترة أمضاها في بيت صغير في المدرسة الرواحية، يتعلّم ويُعلّم ويُؤلف الكتب، إلى أن وافته المنية.

### حَجّه
بعد نحو سنتين من قدوم النووي إلى دمشق، صحبه أبوه إلى الحج، يقول النووي: «فلما كانت سنة إحدى وخمسين (أي 651هـ) حججت مع والدي، وكانت وقفة جمعة، وكان رحيلنا من أول رجب»، قال: «فأقمت بمدينة رسول الله ﷺ نحواً من شهر ونصف». وقال ابن العطار: قال لي والده : «لما توجهنا من نوى للرحيل أخذته الحُمى فلم تفارقه إلى يوم عرفة»، قال: «ولم يتأوّه قط، فلما قضينا المناسك ووصلنا إلى نوى، ونزل إلى دمشق، صبّ الله عليه العلم صباً، ولم يزل يشتغل بالعلم ويقتفي آثار شيخه المذكور (يقصد الشيخ المراكشي) في العبادة من الصلاة وصيام الدهر والزهد والورع وعدم إضاعة شيء من أوقاته إلى أن توفي رحمه الله».
وقال السخاوي وغيره إنه حج مرتين، وفهموا ذلك من قول الكمال الدميري فقد قال: إنه حج مرة أخرى، ويستأنس أيضاً من قول ابن كثير في تاريخه «أنه حج في مدة إقامته بدمشق، ولما رجع من حجة الإسلام لاحت عليه أمارات النجابة والفهم، وتزود بمدد من الله في بيته الحرام وبركات من رسول الله ﷺ».

### جِدّه في طلب العلم
حين استقر النووي في المدرسة الرواحية واطمأنت نفسه في مسجده أقبل على طلب العلم بكل ما يعتلج بقلبه وعقله من شغف وجد واستعداد، ولقد كان ذلك منه مضرب المثل، ومثار العجب، قال النووي: «وبقيت سنتين لم أضع جنبي على الأرض». ويقول الذهبي: «وضُرب به المثل في إكبابه على طلب العلم ليلاً ونهاراً، وهجره النوم إلا عن غلبة، وضبط أوقاته بلزوم الدرس أو الكتابة أو المطالعة أو التردد على الشيوخ». وذكر قطب الدين اليونيني أنه كان لا يضيع له وقت في ليل ولا نهار إلا في وظيفة من الاشتغال بالعلم، حتى إنه في ذهابه في الطريق وإيابه يشتغل في تكرار محفوظة أو مطالعة، وإنه بقي على التحصيل على هذا الوجه ست سنين.
وحكى بدر الدين بن جماعة أنه سأله عن نومه، فقال: «إذا غلبني النوم استندت إلى الكتب لحظة وأنتبه». ويقول النووي في مقدمة كتابه روضة الطالبين وعمدة المفتين: «فإن الاشتغال بالعلم من أفضل القرب وأجل الطاعات، وأهم أنواع الخير وآكد العبادات، وأولى ما أنفقت فيه نفائس الأوقات، وشمَّر في إدراكه والتمكن فيه أصحاب الأنفس الزكيات، وبادر إلى الاهتمام به المسارعون إلى المكرمات، وسارع إلى التحلي به مستبقو الخيرات، وقد تظاهر على ما ذكرته جمل من آيات القرآن الكريمات، والأحاديث الصحيحة النبوية المشهورات، ولا ضرورة إلى الإطناب بذكرها هنا لكونها من الواضحات الجليات.».
هذا وقد أثمر النووي في العلم من السنة الأولى، فقد حفظ التنبيه لأبي إسحاق الشيرازي في نحو أربعة أشهر ونصف، ثم حفظ ربع العبادات من المهذب لأبي إسحاق أيضاً في باقي السنة،  وعَرَض حفظه لكتاب التنبيه على محمد بن الحسين بن رزين قاضي القضاة بالديار المصرية، وذلك سنة 650هـ.
ثم إنه كان في أول طلبه للعلم يقرأ كل يوم اثني عشر درساً على المشايخ شرحاً وتصحيحاً: درسين في الوسيط، وثالثاً في المهذب، ودرساً في الجمع بين الصحيحين، وخامساً في صحيح مسلم، ودرساً في اللُّمَع لابن جني في النحو، ودرساً في إصلاح المنطق لابن السكيت في اللغة العربية، ودرساً في التصريف، ودرساً في أصول الفقه تارة في اللمع لأبي إسحاق الشيرازي، وتارة في المنتخب لفخر الدين الرازي، ودرساً في أسماء الرجال، ودرساً في أصول الدين. قال النووي: «وكنت أعلق جميع ما يتعلق بها من شرح مشكل، وإيضاح عبارة، وضبط لغة، وبارك الله لي في وقتي واشتغالي وأعانني عليه».

#### الفقه

كتاب طبقات الفقهاء الشافعية للإمام تقي الدين بن الصلاح، تهذيب الإمام النووي، تنقيح الإمام المزّي.

أخذ النووي الفقه الشافعي عن كبار علماء عصره، وبفترة وجيزة حفظ الفقه وأتقنه، وعرف قواعده وأصوله، حتى عُرف بذلك بين العامة والخاصة، ولم يمضِ وقت كبير حتى كان عَلَم عصره في حفظه للمذهب، وإتقانه لأقوال علمائه، وأعرفهم بعلم الخلاف، وأحقهم بأن يكون محرر المذهب.
يقول عبد الرحيم بن الحسن الإسنوي في طبقاته: «وهو (أي النووي) محرر المذهب ومهذبه، ومنقحه ومرتبه، سار في الآفاق ذكره، وعلا في العالم محله وقدره، صاحب التصانيف المشهورة المباركة النافعة»،  ويقول ابن كثير عنه: «شيخ المذهب، وكبير الفقهاء في زمانه»،  ويقول الذهبي: «كان رأساً في معرفة المذهب»، ويقول قاضي صفد محمد بن عبد الرحمن العثماني عن النووي: «شيخ الإسلام، بركة الطائفة الشافعية، محيي المذهب ومنقحه، ومن استقر العمل بين الفقهاء فيه على ما يرجحه». ويقول أبو العباس شهاب الدين بن الهائم في مقدمة "البحر العجاج شرح المنهاج": «الإمام العلامة الحافظ، الفقيه النبيل، محرر المذهب ومهذبه، وضابطه ومرتبه». ويقول تلميذه ابن العطار: «كان حافظاً للمذهب الشافعي وقواعده وأصوله وفروعه، ومذاهب الصحابة والتابعين، واختلاف العلماء ووفاقهم وإجماعهم، وما اشتهر من ذلك جميعه وما هُجر، سالكاً في كلها طريقة السلف».
وكان النووي، مع سعة علمه وقوة براهينه، لا يرى الجدال ولا يحب أهله ويعرض عنهم، قال الذهبي في سير أعلام النبلاء: «وكان من سعة علمه عديم النظير، لا يرى الجدال، ولا تعجبه المبالغة في البحث، ويتأذى ممن يجادل ويعرض عنه»، وقال في موضع آخر: «كان لا يتعانى لغط الفقهاء وعياطَهم (أو غياظَهم) في البحث بل يتكلم بتؤدة ووقار».

#### الحديث
تميّز النووي عن غيره من المُحَدّثين بأنه فقيه الأمة، وقلما اجتمع لعالم تبحُّرٌ في الفقه وإتقانٌ لعلوم الحديث، يقول ابن العطار: «سمع البخاري ومسلماً وسنن أبي داود والترمذي، وسمع النسائي بقراءته، وموطأ مالك، ومسند الشافعي، ومسند أحمد بن حنبل، والدارمي وأبي عوانة الأسفراييني وأبي يعلى الموصلي، وسنن ابن ماجة والدارقطني والبيهقي، وشرح السنة للبغوي، ومعالم التنزيل له في التفسير، وكتاب الأنساب للزبير بن بكار، والخطب النباتية، ورسالة القشيري، وعمل اليوم والليلة لابن السني، وكتاب آداب السامع والراوي للخطيب، وأجزاء كثيرة غير ذلك»، يقول ابن العطار: «نقلت ذلك جميعه من خط الشيخ رحمه الله».
وقد روى النووي أشهر هذه الكتب بالسند العالي إلى الأئمة المؤلفين، وقد شهد له بالعلم في الحديث كثير من العلماء، يقول الذهبي: «وهو (أي النووي) سيد هذه الطبقة»، ويقول ابن العطار: «... حافظاً لحديث رسول الله ﷺ، عارفاً بأنواعه كلها، من صحيحه وسقيمه وغريب ألفاظه وصحيح معانيه واستنباط فقهه»،  ويقول الذهبي أيضاً: «مع ما هو عليه من المجاهدة بنفسه والعمل بدقائق الورع والمراقبة، وتصفية النفس من الشوائب، ومحقها من أغراضها، كان حافظاً للحديث وفنونه ورجاله وصحيحه وعليله، رأساً في معرفة المذهب».
كما كان للإمام النووي تلاميذ كثر، قال ابن العطار: «وسمع منه خلق كثير، من العلماء والحفاظ والصدور الرؤساء، وتخرج به خلق كثير من الفقهاء، وسار علمُه وفتاويه في الآفاق، ووقع على دينه وعلمه وزهده وورعه ومعرفته وكرامته الوِفاق»،  وقال الذهبي: «وحدّث عنه ابن أبي الفتح، والمزي وابن العطار»، كما أخذ عنه المحدث أبو العباس أحمد بن فرح الإشبيلي، كان له ميعاد عليه يوم الثلاثاء والسبت، شرح في أحدهما صحيح البخاري وفي الآخر صحيح مسلم. ومنهم أيضاً: الرشيد إسماعيل بن المعلم الحنفي، وأبو عبد الله محمد بن أبي الفتح الحنبلي، وأبو الفضل يوسف بن محمد بن عبد الله المصري ثم الدمشقي، وغيرهم كثير.

#### العقيدة
كان النووي كغالبية علماء الشافعية يعتقد بعقيدة الأشاعرة من أهل السنة والجماعة، إذ إن كتابه "شرح صحيح مسلم" فيه الكثير من العقائد على أصول أهل السنة الأشاعرة، وقد صرح اليافعي وتاج الدين السبكي أنه أشعري،  وقال الذهبي في تاريخ الإسلام: «وكان مذهبه في الصفات السمعية السكوت، وإمرارها كما جاءت، وربما تأول قليلاً في شرح مسلم»، فتعقبه السخاوي فقال: «كذا قال! والتأويل كثير في كلامه». وللإمام النووي مؤلف في التوحيد، وهي رسالة سماها المقاصد.
وقد بين النووي في كتابه "المقاصد" سبعة مقاصد وخاتمة، المقصد الأول: في بيان عقائد الإسلام وأصول الأحكام ومما ذكر فيه قوله:
«أول واجب على المكلف معرفة الله تعالى وهي: أن تؤمن بأن الله تعالى موجود ليس بمعدوم، قديم ليس بحادث، باقٍ لا يطرأ عليه العدم، مخالف للحوادث لا شيء يُماثله، قائم بنفسه، لا يحتاج إلى محل ولا مخصص، واحد لا مشارك له في ذاته ولا في صفاته ولا في أفعاله، له القدرة والإرادة والعلم والحياة والسمع والبصر والكلام، فهو القادر المريد العالم الحي السميع البصير المتكلم.
أرسل بفضله الرسل، وتولاهم بعصمته إياهم عما لا يليق بهم، فهم معصومون من الصغائر والكبائر قبل النبوة وبعدها، منزهون عن كل مُنفِّر طبعاً كالجذام والعمى، يأكلون ويشربون وينكحون، وهم أفضل الخلق على الإطلاق، أو تفصيل في الملائكة. وأعلى الكل مَن ختم الله به النبوة، ونسخ بشرعه الشرائع، نبينا محمد ﷺ، وأصحابه خير القرون، وأفضلهم أبو بكر، ثم عمر، ثم عثمان، ثم علي، رضوان الله تعالى عليهم أجمعين. ونؤمن بجميع ما أُخبرنا به على لسان نبينا محمد ﷺ، كالملائكة، والكتب السماوية، والسؤال، والبعث، والحشر، وهول الموقف، وأخذ الصُحُف، والوزن والميزان، والصراط، والشفاعة، والجنة، والنار، وكل ما عُلم من الدين بالضرورة فالإيمان به واجب، والجاحد له كافر...»

#### اللغة
كان النووي إماماً في اللغة العربية، ويدل كتاباه "تحرير التنبيه" و"تهذيب الأسماء واللغات" على تمكنه بعلم اللغة تمكناً قل نظيره في نظرائه في عصره، يقول ابن قاضي شهبة في كتابه "طبقات النحاة واللغويين": «أبو زكريا النووي الفقيه، الحافظ اللغوي، شيخ الإسلام، صاحب التصانيف المشهورة، كان إماماً في اللغة والنحو، قرأ ذلك على الشيخ جمال الدين بن مالك، ونقل عنه في تصانيفه، وصنف تهذيب الأسماء واللغات، وتركه مسودّة، وهو يدل على تبحره في علم اللغة، وكذلك كتابه التحرير على كتاب التنبيه، فذكرته بسبب ذلك».

#### محاولة اشتغاله بالطب
قال الإمام النووي: «وخطر لي الاشتغال بعلم الطب، فاشتريت القانون (لابن سينا) وعزمت على الاشتغال فيه، فأظلم علي قلبي، وبقيت أياماً لا أقدر على الاشتغال بشيء، ففكرت في أمري: من أين دخل علي الداخل؟ فألهمني الله أن الاشتغال بالطب سببه، فبعت في الحال الكتاب المذكور، وأخرجت من بيتي كل ما يتعلق بعلم الطب، فاستنار قلبي ورجع إلي حالي، وعدت لما كنت عليه أولاً».

## شيوخه
كان للنووي شيوخ متعددون في كل علم اشتغل به، وخصوصاً علمي الفقه والحديث، فإنهما غاية الغايات من علمه، وبهما كان إمام عصره.

### في الفقه
يقول النووي في معرض ذكر شيوخه في الفقه وتسلسلهم إلى إمام مذهبه الإمام الشافعي ثم إلى النبي محمد:

### في الحديث
من شيوخ النووي في الحديث: إبراهيم بن عيسى المرادي الأندلسي ثم المصري ثم الدمشقي، قال النووي: «صحبته نحو عشر سنين، لم أرَ منه شيئاً يُكره». ومنهم: أبو إسحاق إبراهيم بن أبي حفص عمر بن مضر الواسطي، ومنه سمع جميع صحيح مسلم بن الحجاج. ومنهم: الشيخ زين الدين أبو البقاء خالد بن يوسف بن سعد النابلسي، والرضي بن البرهان، وشيخ الشيوخ عبد العزيز بن محمد بن عبد المحسن الأنصاري الحموي الشافعي، وزين الدين أبو العباس بن عبد الدائم المقدسي، وأبو الفرج عبد الرحمن بن أبي عمر محمد بن أحمد بن محمد بن قدامة المقدسي، يقول ابن العطار: «وهو أجل شيوخه». ومنهم أيضاً: قاضي القضاة عماد الدين أبو الفضائل عبد الكريم بن عبد الصمد بن محمد الحرستاني خطيب دمشق، وتقي الدين أبو محمد إسماعيل بن أبي إسحاق إبراهيم بن أبي يسر التنوخي، وغيرهم.

### في أصول الفقه
يقول ابن العطار: «قرأ (يعني علم الأصول) على جماعة، أشهرهم وأجلهم العلامة القاضي أبو الفتح عمر بن بندار بن عمر بن علي بن محمد التفليسي الشافعي رحمه الله، قرأ عليه المنتخب للإمام فخر الدين الرازي، وقطعة من كتاب المستصفى للغزالي، وقرأ غيرهما من الكتب على غيره».

### في النحو واللغة
قرأ النووي النحو على الشيخ أحمد بن سالم المصري، إذ قرأ عليه كتاب إصلاح المنطق لابن السكيت بحثاً، وكذا كتاباً في التصريف. وقرأ على ابن مالك كتاباً من تصنيفه وعلق عليه شيئاً، وقرأ على الفخر المالكي كتاب اللمع لابن جني.

## رئاسة دار الحديث الأشرفية
تعد دار الحديث الأشرفية أشهر دار في بلاد الشام لعلم الحديث، وقد فتحها الملك الأيوبي الأشرف مظفر الدين موسى بن محمد العادل في ليلة النصف من شعبان سنة 630هـ، وجعل شيخها تقي الدين بن الصلاح، ووقف عليها الملك الأشرف الأوقاف، وجعل بها نعل النبي محمد، ومن شرط واقفها في الشيخ أنه إذا اجتمع من فيه الرواية ومن فيه الدراية قُدّم من فيه الرواية، وظاهرٌ أن من اجتمع فيه الرواية والدراية أولى بمشيختها ممن فيه إحداهما، والمتعارف عليه ألا يلي مشيختها إلا عظيم وقته بالعلم وخصوصاً علمَ الحديث، ومن لُقب بشيخ دار الحديث فقد نال في العلم أجلَّ الألقاب.
والظاهر أن النووي لم يطلب رئاسة دار الحديث، بل دفعها عنه، ولم يقبلها إلا بعد جهد، ويدل على ذلك ما كتبه في رسالة لابن النجار حين هدده هذا بإقالته منها قال: «أوما علمتَ لو أنصفتَ كيف كان ابتداءً أمرها؟ أوما كنتَ حاضراً مشاهداً أخذي لها؟». يقول قطب الدين اليونيني: «ونشر بها (أي النووي) علماً جماً، وأفاد الطلبة»، وقال: «والذي أظهره وقدمه على أقرانه ومن هو أفقه منه: كثرة زهده في الدنيا، وعظم ديانته وورعه، وليس فيمن اشتغل عليه من يلتحق به».
وقُرئ عليه صحيحا البخاري ومسلم بدار الحديث الأشرفية سماعاً وبحثاً، وقرئ عليه الرسالة للقشيري، وصفة الصفوة، وكتاب الحجة على تارك المحجة لنصر المقدسي بحثاً وسماعاً، يقول ابن العطار: «وحضرت معظم ذلك، وعلقت عنه أشياء في ذلك وغيره، فرحمه الله ورضي عنه». وقال تاج الدين السبكي: قال والدي: «إنه ما دخلها (أي دار الحديث الأشرفية) أحفظ من المزي، ولا أورع من النووي وابن الصلاح»،  وقال تاج الدين أيضاً: «ودرّس (أي النووي) بدار الحديث الأشرفية وغيرها ولم يتناول فلساً واحداً».

## وفاته
في الثلث الأخير من ليلة الأربعاء 25 رجب 676 هـ الموافق 22 (كانون الأول/ديسمبر) 1277، [والذي في ترجمته أنه توفي ليلة الأربعاء في 24 من رجب لكن ذلك يصادف ليلة الثلاثاء] توفي الإمام النووي، يقول التاج السبكي: «لما مات النووي بنوى ارتجت دمشق وما حولها بالبكاء، وتأسف عليه المسلمون أسفاً شديداً، وأحيوا ليالي كثيرة لسنته». وقال ابن العطار: «... فسار إلى نوى وزار القدس والخليل عليه السلام، ثم عاد إلى نوى، ومرض عقب زيارته لها في بيت والده، فبلغني مرضه فذهبت من دمشق لعيادته، ففرح رحمه الله بذلك، ثم قال لي: «ارجع إلى أهلك»، وودعته وقد أشرف على العافية يوم السبت العشرين من رجب سنة ست وسبعين وستمائة، ثم توفي في ليلة الأربعاء الرابع والعشرين من رجب، فبينا أنا نائم تلك الليلة إذا منادٍ ينادي على سدة جامع دمشق في يوم جمعة: «الصلاة على الشيخ ركن الدين الموقع»، فصاح الناس لذلك النداء، فاستيقظت فقلت: «إنا لله وإنا إليه راجعون»، فلم يكن إلا ليلة الجمعة عشية الخميس إذ جاء الخبر بموته رحمه الله، فنودي يوم الجمعة عقب الصلاة بموته، وصلي عليه بجامع دمشق، فتأسف المسلمون عليه تأسفاً بليغاً، الخاص والعام، والمادح والذام».
ودُفن الإمام النووي في قريته نوى، وقبره ظاهر يُزار. ومما أُثر من خبره أنه لما دنا أجله ردّ الكتب المستعارة عنده من الأوقاف جميعها. قال قطب الدين اليونيني: «ولما وصل الخبر بوفاته لدمشق، توجه قاضي القضاة عز الدين محمد بن الصائغ وجماعة من أصحابه إلى نوى للصلاة على قبره»، قال: «وكان يسأل أن يموت بأرض فلسطين، فاستجاب الله تعالى منه».

### رثاؤه
قال الإمام الذهبي: ورثاه غير واحد، يبلغون عشرين نفساً بأكثر من ستمائة بيت. وممن رثوه أبو العباس أحمد بن إبراهيم بن مصعب، وأول قصيدته:
ومنهم الأديب نجم الدين أبو العباس أحمد بن عماد الدين محمد بن أمين الدين التغلبي، وأول مرثيته:
ورثاه بعض فضلاء الحنفية وأول مرثيته:
ورثاه محمد بن أحمد بن عمر بن أحمد بن أبي شاكر الحنفي الأربلي بقصيدة طويلة أولها:

## شخصيته وصفاته

### الزهد والورع
قال ابن العطار: قال لي شيخنا محمد بن عبد القادر الأنصاري: «لو أدرك القشيري صاحب الرسالة شيخكم (يعني النووي) وشيخه (يعني أبا إسحاق إبراهيم بن عثمان المغربي) لما قدّم عليهما في ذكره لمشايخها أحداً، لما جمع فيهما من العلم والعمل والزهد والورع، والنطق بالحكمة وغير ذلك».
ويقول الذهبي: «وكان مع تبحره في العلم، وسعة معرفته بالحديث والفقه واللغة وغير ذلك بما قد سارت به الركبان، رأساً في الزهد، قدوةً في الورع»، وقال أيضاً: «كان عديم الميرة والرفاهية والتنعم، مع التقوى والقناعة والورع الثخين، والمراقبة لله في السر والعلانية، وترك رعونات النفس من ثياب حسنة، ومأكل طيب، وتجمل في الهيئة». وقال رشيد الدين إسماعيل بن المعلم الحنفي: «عذلته في عدم دخوله الحمام، وتضييق عيشه في أكله ولباسه وجميع أحواله، وقلت له: «أخشى عليك مرضاً يعطلك عن أشياء أفضل مما تقصده»، فقال لي: «إن فلاناً صام وعبد الله تعالى حتى اخضرّ عظمه»، قال: فعرفت أنه ليس له غرضٌ في المقام في دارنا ولا التفاتٌ لما نحن فيه». ومن ورع النووي أنه كان لا يأكل من فاكهة دمشق، كما اتفق على ذلك من أرخ له،  يقول ابن العطار: وسألته عن ذلك فقال: «إنها كثيرة الأوقاف والأملاك لمن هو تحت الحجر شرعاً، ولا يجوز التصرف في ذلك إلا على وجه الغبطة والمصلحة، والغبطة لليتيم والمحجور عليه، والناس لا يفعلونها إلا على جزء من ألف جزء من الثمرة للمالك، فكيف تطيب نفسي؟».

### الأمر بالمعروف والنهي عن المنكر
كان النووي كثير الأمر بالمعروف والنهي عن المنكر، يقول الذهبي: «كان عديم المثل في الأمر بالمعروف والنهي عن المنكر»، وقد أجمع المترجمون له على أنه كان لا يبالي في أمره ونهيه لومة لائم، بل لا يبالي الإهانة والموت، ولا يَكبُر عندَه أحدٌ عن النصيحة، حتى العلماء والأمراء والملوك، يقول ابن العطار: «وكان مواجهاً للملوك والجبابرة بالإنكار، لا يأخذه في الله لومة لائم، وكان إذا عجز عن المواجهة كتب الرسائل، وتوصل إلى إبلاغها». ويقول الذهبي: «وكان يواجه الملوك والظلمة بالإنكار، ويكتب إليهم ويخوفهم بالله تعالى».

#### مناصحته للظاهر بيبرس
ومن أشهر قضايا النووي في الأمر بالمعروف والنهي عن المنكر وقوفه في وجه الملك الظاهر بيبرس البندقداري في قضية الحوطة على الغوطة، قال القطب اليونيني: «إنه واقف الظاهر غير مرة بدار العدل بسبب الحوطة على بساتين دمشق وغير ذلك»،  وقال ابن كثير: «إنه قام على الظاهر في دار العدل في قضية الغوطة لما أرادوا وضع الأملاك على بساتينها، فرد عليهم ذلك، ووقى الله شرها بعد أن غضب السلطان، وأراد البطش به، ثم بعد ذلك أحبه وعظمه، حتى كان يقول: أنا أفزع منه».
عندما خرج الظاهر بيبرس لقتال التتار بالشام طلب فتاوى العلماء بأنه يجوز أخذ مال من الرعية ليستنصر به على قتال العدو، فكتب له فقهاء الشام بذلك، وقتل خلقاً كثيراً من العلماء بسبب إفتائهم له بعدم الجواز، فقال: «هل بقي أحد؟» فقالوا: «نعم، بقي الشيخ محيي الدين النووي»، فطلبه فقال: «اكتب خطك مع الفقهاء»، فامتنع وقال: «لا»، فقال: «ما سبب امتناعك؟» فقال: «أنا أعرف أنك كنت في الرق للأمير بندقدار، وليس لك مال، ثم مَنّ الله عليك وجعلك ملكاً، وسمعت أن عندك ألف مملوك كلهم عنده حياصة من ذهب، وعندك مئتا جارية، لكل جارية حق من الحلي، فإذا أنفقت ذلك كله، وبقيت مماليكك بالبنود الصوف بدلاً عن الحياصات الذهب وبقيت الجواري بثيابهن دون الحلي، ولم يبق في بيت المال شيء من نقد أو متاع أو أرض، أفتيتك بأخذ المال من الرعية، وإنما يُستعان على الجهاد وغيره بالافتقار إلى الله تعالى، واتباع آثار نبيه ﷺ»، فغضب السلطان من كلامه وقال: «اخرج من بلدي» يعني دمشق، فقال: «السمع والطاعة»، وخرج إلى نوى، فقيل للملك: «ما سبب عدم قتلك له؟» فقال: «كلما أردت قتله أرى على عاتقه سَبْعَين يريدان افتراسي فأمتنع من ذلك»، أي إن خوفه منه كان بهذه المثابة، وكثيراً ما صرح أنه يخافه. ولما رأى النووي أن المواجهة لم تُجدِ نفعاً عمد إلى الكتابة إليه بأسلوب فيه ترغيب وترهيب، فكتب إليه ووقع معه بعض العلماء، وكان مما كتبه:
فغضب السلطان من هذه الجرأة عليه، وأمر بقطع رواتبه وعزله عن مناصبه، فقالوا له: «إنه ليس للشيخ راتب وليس له منصب»، ولما رأى الشيخ أن الكتاب لم يفده، مشى بنفسه إلى السلطان وقابله وكلمه كلاماً شديداً، فأراد السلطان أن يبطش به، «فصرف الله تعالى قلبه عن ذلك وحمى الشيخ، وأبطل السلطان أمر الحوطة، وخلَّص الله تعالى الناس من شرها» على قول المؤرخين المسلمين.

### صفته الشكلية
قال الذهبي في وصف الإمام النووي: «كان أسمر كث اللحية، ربعة مهيباً، قليل الضحك، عديم اللعب، بل جدّاً صرفاً، يقول الحق وإن كان مُراً، لا يخاف في الله لومة لائم»، ووصفه الذهبي أيضاً بأن لحيته سوداء فيها شعرات بيض، وعليه هيبة وسكينة،  وقال الإسنوي: «كان في لحيته شعرات بيض، وعليه سكينة ووقار في البحث مع الفقهاء». وأما ملبسه، فيقول الذهبي في "تاريخ الإسلام": «وكان في ملبسه مثل آحاد الفقهاء من الحوارنة لا يؤبه له، عليه شبختانية صغيرة»، وقال في كتاب "تذكرة الحفاظ": «ملبسه ثوب خام، وعمامة شبختانية صغيرة»، وقال أيضاً: «وكان يلبس الثياب الرثة، ولا يدخل الحمام، وكانت أمه ترسل له القميص ونحوه ليلبسه».

### معيشته
كان النووي خشن العيش، قانعاً بالقوت، تاركاً للشهوات، صاحب عبادة وخوف، وكان لا يأكل في اليوم والليلة إلا أكلة واحدة، وقوته من قِبَل والده، يُجري عليه في الشهر الشيء الطفيف، وكان لا يشرب إلا مرة بالسحر، فقد ترك جميع ملاذّ الدنيا من المأكول، إلا ما يأتيه به أبوه من كعك يابس وتين حوراني، وترك الفواكه جميعها، وكان لا يأكل في اليوم والليلة سوى أكلة واحدة بعد العشاء الآخرة، ولا يشرب إلا شربة واحدة عند السحر، وإذا شرب فلا يشرب الماء المبرد. قال ابن العطار: «ورأيت رجلاً من أصحابه قشر خيارة ليطعمه إياها، فامتنع من أكلها وقال: أخشى أن ترطب جسمي وتجلب النوم»، وقال السخاوي: «ونحوه عدم تعاطيه البلح على عادة الدمشقيين». والمشهور أن الإمام النووي لم يتزوج قط.

## مؤلفاته

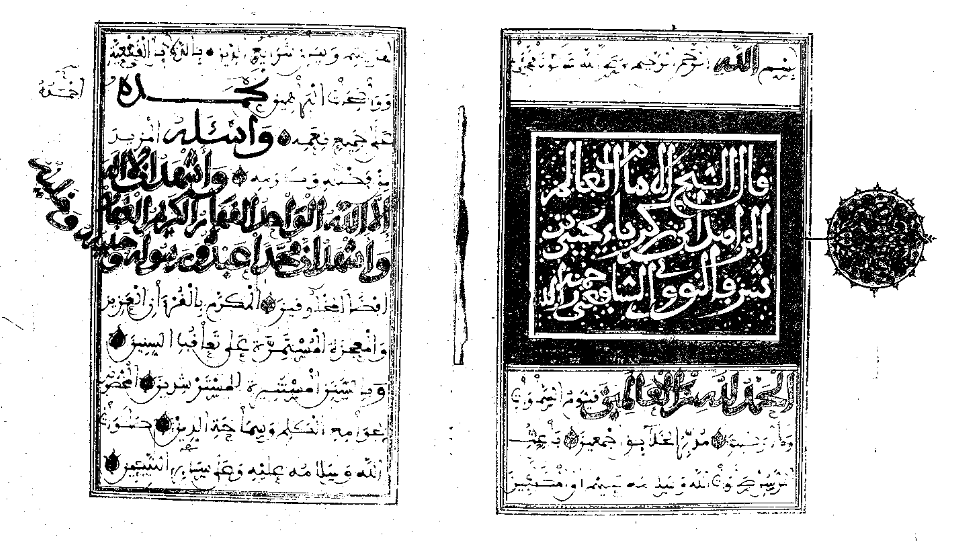
مخطوطة للأربعين النووية في مكتبة تشستر بيتي بإيرلندا

مما يميز حياةَ الإمام النووي العلمية غزارةُ إنتاجه، فقد اعتنى بالتأليف وبدأه عام 660هـ، وكان قد بلغ الثلاثين من عمره،  وله الكثير من المؤلفات، مع أنه عاش نحو ست وأربعين سنة فقط، فقد ترك من المؤلفات ما لو قُسم على سنيّ حياته لكان نصيب كل يوم كراستين، ولقد حُكي عنه أنه كان يكتب حتى تكل يده فتعجزه، فيضع القلم ثم ينشد:
قال الكمال الأدفوي: «كل ذلك (أي تصنيف مصنفاته) في زمن يسير وعمر قصير»، وقال ابن العطار: «وانتفع الناس بسائر البلاد بتصانيفه، وأكبوا على تحصيل تواليفه، حتى رأيت من كان يشنؤها (يبغضها) في حياته، مجتهداً في تحصيلها والانتفاع بها بعد موته، فرحمه الله ورضي عنه، وجمع بيننا وبينه في جناته».
وقد ألف النووي في علوم شتى: الفقه والحديث وشرح الحديث والمصطلح واللغة والتراجم والتوحيد وغير ذلك، وتتميز مؤلفاته بالوضوح وصحة التعبير وانسيابه بسهولة وعدم تكلف، يقول الذهبي: «إن عبارته أبسط من كلامه»، وأسلوبه أسلوب عصره مع عذوبة في الألفاظ، حتى إن ابن مالك النحوي الشهير اشتهى أن يحفظ المنهاج إعجاباً بما يكتب ويؤلف. ومؤلفات النووي ثلاثة أقسام: قسم أنجزه وأتمه، وقسم أدركته الوفاة قبل أن يتمه، وقسم غسل أوراقه أي محاها، وكانوا يغسلونها لأمر ما ولا يتلفونها لحاجتهم إلى ورقها. وما زالت مؤلفاته حتى الآن تحظى باهتمام المسلمين، وينتفعون بها في سائر البلاد.

### مؤلفات أتمها

يعد كتاب شرح صحيح مسلم للنووي أحد أشهر الكتب التي شرحت الصحيحين.

| - المنهاج في شرح صحيح مسلم بن الحجاج. - روضة الطالبين وعمدة المفتين (في الفقه). - منهاج الطالبين وعمدة المفتين (في الفقه). - رياض الصالحين من كلام سيد المرسلين (في الحديث). - الأذكار المنتخب من كلام سيد الأبرار. - التبيان في آداب حملة القرآن. - التحرير في ألفاظ التنبيه لأبي إسحاق الشيرازي (في اللغة). - العمدة في تصحيح التنبيه. - الإيضاح في المناسك (في الفقه). - إرشاد طلاب الحقائق إلى معرفة سنن خير الخلائق (في مصطلح الحديث). - التقريب والتيسير في معرفة سنن البشير النذير (في مصطلح الحديث). - الأربعون النووية (في الحديث). - بستان العارفين (في الرقائق). | - مناقب الشافعي. - مختصر أسد الغابة (في التراجم). - الفتاوى أو المسائل المنثورة. - أدب المفتي والمستفتي. وليس هو بكتاب مفرد بل هو قطعة من مقدمة كتاب المجموع أفرده بعضهم بالطبع فاشتهر حديثاً على أنه كتاب مفرد. - مسائل تخميس الغنائم. - مختصر التذنيب للرافعي. - دقائق الروضة. - دقائق المنهاج. - تحفة طلاب الفضائل (في التفسير والحديث والفقه واللغة). - الترخيص في الإكرام والقيام (في الفقه). - مختصر آداب الاستسقاء. - رؤوس المسائل. - مسألة نية الاغتراف. |

### مؤلفات لم يتمها
| - المجموع شرح المهذب لأبي إسحاق الشيرازي (في الفقه). - تهذيب الأسماء واللغات (في اللغة والتراجم). - قطعة من شرح الوسيط لأبي حامد الغزالي. - قطعة من شرح صحيح البخاري. - قطعة يسيرة من شرح سنن أبي داود، منشورة باسم: الإيجاز في شرح سنن أبي داود - قطعة في الإملاء على حديث الأعمال بالنيات. - كتاب الأمالي (في الحديث). | - الخلاصة في أحاديث الأحكام. - مسوّدة من طبقات الفقهاء: وقد بيّضه الحافظ المزي. - قطعة من التحقيق (في الفقه): وصل فيه إلى باب صلاة المسافر. - تحفة الطالب النبيه (في الفقه). - جامع السنة. - مهمات الأحكام (في الفقه). - الأصول والضوابط (في أصول الفقه). |

وقد زاد إسماعيل باشا البغدادي في كتابه "هدية العارفين في أسماء المؤلفين وآثار المصنفين" من مؤلفات النووي: الإشارات في بيان الأسماء المهمات في متون الأسانيد، تحفة الوالد ورغبة الرائد، خلاصة الأحكام في مهمات السنن وقواعد الإسلام، روح المسائل في الفروع، عيون المسائل المهمة، غيث النفع في القراءات السبع، المبهم من حروف المعجم، مرآة الزمان في تاريخ الأعيان.

### كتاب المنهاج

كتاب منهاج الطالبين وعمدة المفتين للنووي.

هذا الكتاب في الفقه من أكثر كتب النووي تداولاً بين العلماء والطلبة، اختصره مؤلفه من كتاب "المحرر" للرافعي، وله فيه تصحيحات واختيارات، يقول ابن العطار: وقد حفظه بعد موته خلق كثير. ويقول الشيخ علي الطنطاوي: انتشرت كتب الإمام النووي في الأقطار، وعمّ النفع بها في حياته وبعد مماته، فكتابه المنهاج مثلاً لا يُحصى عدد من حفظه، لحسن اختصاره وعذوبة ألفاظه، وأكثرَ العلماء والناظمون القول في مدحه على ذلك، حتى سارت أقوالهم فيه مسير الأمثال، من ذلك ما قاله البرهان الجعبري:
وقال تاج الدين السبكي في أول القطعة التي شرحها منه: «هذا الكتاب في هذا الوقت، هو عمدة الطلبة وكثير من الفقهاء في معرفة المذهب». يقول علي الطنطاوي: «ولا يزال كذلك إلى أيامنا هذه. وقد اشتغل به شرحاً أو تعليقاً أو نظماً أكثرُ من أربعين من فقهاء الشافعية، عدّهم السخاوي، ومن هذه الشروح ما هو موجود معروف، ومنها ما ضاع».

### رياض الصالحين
يعد كتاب "رياض الصالحين من كلام سيد المرسلين" للنووي أشهر كتب الحديث النبوي الشريف في الوعظ والاعتبار وأكثرها انتشاراً. وقد جمع فيه النووي ما ذكره في المقدمة، إذ قال:

### الروضة
من الكتب الكبيرة المعتمدة في المذهب الشافعي "الروضة"، اختصرها النووي من كتاب الإمام الرافعي "شرح الكبير"، ولقد أثنى على الروضة الأئمة، فقال الأذرعي: «هي عمدة أتباع المذهب في هذه الأمصار، بل سار ذكرها في النواحي والأقطار، فصارت كتاب المذهب المطول، وإليها المفزع في النقل وعليها المعول، فإليها يلجأ الطالب النبيه، وعليها يعتمد الحاكم في أحكامه والمفتي في فتاويه، وما ذاك إلا لحسن النية وإخلاص الطوية». وقد عُني بالروضة جماعة من العلماء واشتغلوا بها اختصاراً وتعليقاً، ولقد عزم النووي قبل وفاته على غسلها (محوها) كما غسل غيرها، فقيل له: «قد سارت بها الركبان»، فقال: «في نفسي منها أشياء»، وكان يريد مراجعتها وتحريرها فلم يتسع له العمر.

### شرح صحيح مسلم
يعد كتاب شرح صحيح مسلم للنووي واحداً من أشهر الكتب الإسلامية، حتى قيل: «ما عرف الناس شرحاً لكتاب في الحديث أتقن وأوفى وأبرع - مع اختصار - من كتاب شرح صحيح مسلم للنووي، فإنه لم يدع لقارئه مهما يبلغ علمه سؤالاً في سره أو في علنه إلا ووجد جوابه فيه، من بحث السند إذا كان فيه ما يبحث، ومن لغة وما يتعلق بها، ومن تسمية لما يجهل اسمه، ومن شرح المعنى، ومما يستنبط من الحديث، ومن قال بظاهر الحديث ومن خالف وما حجته، مع فوائد كثيرة وعلوم غزيرة لا تستقصى».
ويقول علي الطنطاوي: «وأما شرح مسلم فهو كتاب جليل، لا أعرف في الشروح أجلّ منه إلا شرح ابن حجر على البخاري»، وقال ابن كثير: «إنه جمع فيه شروح من سبقه من المغاربة وغيرهم». وقال السخاوي: «وقد استدرك شيخنا (يعني ابن حجر العسقلاني) على الشيخ مواضع كان غرضُه إقرارَها بالتأليف فما اتفق له، وكان شديد الأدب معه حتى سمعته مراراً يقول: لا أعرف نظيره».

### المجموع شرح المهذب

كتاب المجموع شرح المهذب للنووي.

أما شرح المهذب فقد وُصف بأنه أعظم ما كتب النووي في الفقه، لم يُصنّف في مذهب الشافعية على مثل أسلوبه. قال الإسنوي وابن الملقن: «ليته أكمله ونقصت كتبه كلها». وقال ابن كثير في تاريخه: «إنه لو كمل لم يكن له نظير في بابه، فإنه أبدع فيه وأجاد، وأفاد وأحسن الانتقاد، وحرر الفقه في المذهب وغيره، والحديثَ على ما ينبغي، واللغة والعربية، وأشياء مهمة، لا أعرف في كتب الفقه أحسن منه. قال: على أنه يحتاج إلى أشياء كثيرة تزداد عليه، وتضاف إليه». وقال العثماني (قاضي صفد): «إنه لا نظير له، ولم يصنف مثله، ولكن ما أكمله ولا حول ولا قوة إلا بالله، إذ لو أكمله ما احتيج إلى غيره (أي في فقه الشافعية)، وبه عرف قدره واشتهر فضله».
وأما الكتاب المطبوع باسم "أدب الفتوى والمفتي والمستفتي" فهو قطعة من مقدمة كتاب المجموع أفرده بعضهم بالطبع فاشتهر حديثاً على أنه كتاب مفرد.

## ثناء العلماء عليه
أثنى كثير من العلماء والفقهاء والمحدثين والزاهدين على الإمام النووي، فقد وصفه ابن العطار بقوله: 
وقال الشيخ أبو عبد الرحيم محمد الإخميمي: «كان الشيخ محيي الدين رحمه الله سالكاً منهاج الصحابة رضي الله عنهم، ولا أعلم أحداً في عصرنا سالكاً على منهاجهم غيره». وقال الذهبي: «الشيخ الإمام القدوة، الحافظ الزاهد، العابد الفقيه، المجتهد الرباني، شيخ الإسلام، حسنة الأنام»، وقال ابن كثير: «الشيخ الإمام، العلامة الحافظ، الفقيه النبيل، محرر المذهب ومذهبه، وضابطه ومرتبه، أحد العباد والعلماء الزهاد، كان على جانب كبير من العلم والعمل والزهد والتقشف، والاقتصاد في العيش والصبر على خشونته، والتورع الذي لم يبلغنا عن أحد في زمانه ولا قبله بدهر طويل». وقال الشيخ شمس الدين بن الفخر الحنبلي: «كان إماماً بارعاً حافظاً متقناً، أتقن علوماً جمة وصنف التصانيف الجمة، وكان شديد الورع والزهد، تاركاً لجميع الرغائب من المأكول إلا ما يأتيه به أبوه من كعك وتين»، وأرخه الشيخ قطب الدين اليونيني وقال: «كان أوحد زمانه في العلم والورع والعبادة والتقلل وخشونة العيش، واقف الملك الظاهر بدار العدل غير مرة، فحُكي عن الملك الظاهر أنه قال: أنا أفزع منه».

وقال تاج الدين السبكي في ترجمة الإمام النووي: 
ولعل من أجمع ما قيل في الثناء عليه ما قاله تلميذه الآخر أبو العباس بن فرح: «كان الشيخ محيي الدين قد صار إليه ثلاث مراتب، كل مرتبة منها لو كانت لشخص شدت إليه آباط الإبل من أقطار الأرض، المرتبة الأولى: العلم والقيام بوظائفه، الثانية: الزهد في الدنيا، الثالثة: الأمر بالمعروف والنهي عن المنكر». ونقل تاج الدين السبكي عن والده تقي الدين السبكي: أنه لما سكن في قاعة دار الحديث الأشرفية في سنة اثنتين وأربعين وسبعمائة، كان يخرج في الليل إلى إيوانها ليتهجد تجاه الأثر الشريف، ويُمرغ وجهه على البساط، وهذا البساط من زمان الأشرف الواقف، وعليه اسمه، وكان النووي يجلس عليه وقت الدرس، فأنشدني الوالد لنفسه:

## كتب عن النووي

غلاف كتاب "المنهل العذب الروي في ترجمة قطب الأولياء النووي" لشمس الدين السخاوي

لقد اعتنى العلماء والباحثون قديماً وحديثاً بترجمة الإمام النووي، وأفرده بالترجمة غير واحد في كتب مستقلة، ومنهم:
- تلميذه علاء الدين علي بن إبراهيم بن داود ابن العطار الشافعي، في كتاب "تحفة الطالبين في ترجمة الإمام محيي الدين".
- شمس الدين محمد بن عبد الرحمن السخاوي، في كتاب "المنهل العذب الروي في ترجمة قطب الأولياء النووي".
- جلال الدين السيوطي، في كتاب "المنهاج السوي في ترجمة الإمام النووي".
- محمد بن الحسن اللخمي، في أربع ورقات كما قال السخاوي.
- كمال الدين محمد بن محمد بن عبد الرحمن الشافعي القاهري المعروف بابن إمام الكاملية، في جزء سماه "بغية الراوي في ترجمة الإمام النواوي".
- أبو الفضل النويري خطيب مكة، في جزء سماه "تحفة الطالب والمنتهي في ترجمة الإمام النووي".
- شمس الدين محمد بن الفخر عبد الرحمن بن يوسف البعلي.
- أحمد بن محمد السُّحَيمي المصري الشافعي.
- عبد الغني الدقر (معاصر)، في كتاب "الإمام النووي: شيخ الإسلام والمسلمين، وعمدة الفقهاء والمحدثين".
- علي الطنطاوي (معاصر)، في كتاب "الإمام النووي"، ضمن سلسلة أعلام التاريخ.
- محمود رجا مصطفى حمدان (معاصر)، في أطروحته للدكتوراة بعنوان "الإمام النووي وأثره في الفقه الإسلامي".
- شحادة حميدي العمري، في أطروحته للماجستير بعنوان "الإمام النووي وجهوده في التفسير".
- أحمد عبد العزيز قاسم الحداد، في أطروحته للماجستير بعنوان "الإمام النووي وأثره في الحديث وعلومه".
- يعقوب كوج يغيت، في أطروحته للماجستير بعنوان "محيي الدين النووي: حياته وآثاره ومنهجه في شرح صحيح مسلم".
- حميد الداودي، له أطروحة بعنوان "الإمام النووي المحدث الفقيه من خلال كتابيه المجموع والمنهاج".

## الهوامش
1. ↑  المدرسة الصارمية: هي مدرسة داخل باب الجابية قبلي القلعة في حي كان يسمى «حي سيدي عمود» وبانيها هو صارم الدين جوهر، وقد دُرست في زمن بعيد وأصبحت بيوتاً، وحي سيدي عمود كله أحرقه الفرنسيون أيام الثورة السورية سنة 1344هـ، ولا يزال موضعه يقال له الحريقة في هذه الأيام.
2. ↑  المدرسة الرواحية: مدرسة مكانها شرقي مسجد ابن عروة الذي هو لصيق الجامع الأموي من ناحية بابه الشرقي شمالي جيرون.

## وصلات خارجية
- الإمام النووي: حياة مع العلم - موقع قصة الإسلام
- نبذة عن الإمام النووي رحمه الله - موقع إسلام ويب
- فوائد تي في: المبدعون: الإمام النووي - طارق السويدان.
- النووي - الموقع الرسمي للمكتبة الشاملة
- العطر الشذي من ترجمة الإمام النووي لمحمود داود دسوقي خطابي - شبكة الألوكة